# Nachtkrabb
Nachtkrabb oder Nacht(t)rapp ist im süddeutschen und österreichischen Raum der Name einer Kinderschreckfigur, die eine ähnliche Funktion wie der Sandmann erfüllt. Der Nachtkrabb greift sich angeblich Kinder, die sich nach Einbruch der Dunkelheit noch im Freien aufhalten, und fliegt mit ihnen so weit fort, dass sie ihr Zuhause nie mehr wiederfinden. Das fränkische Pendant nennt sich Nachtgiger.
Nur in den nördlicheren Gebieten Süddeutschlands wird diese Figur Sandmann genannt.
Der Ursprung der Sagengestalt ist nicht abschließend geklärt.

## Etymologie

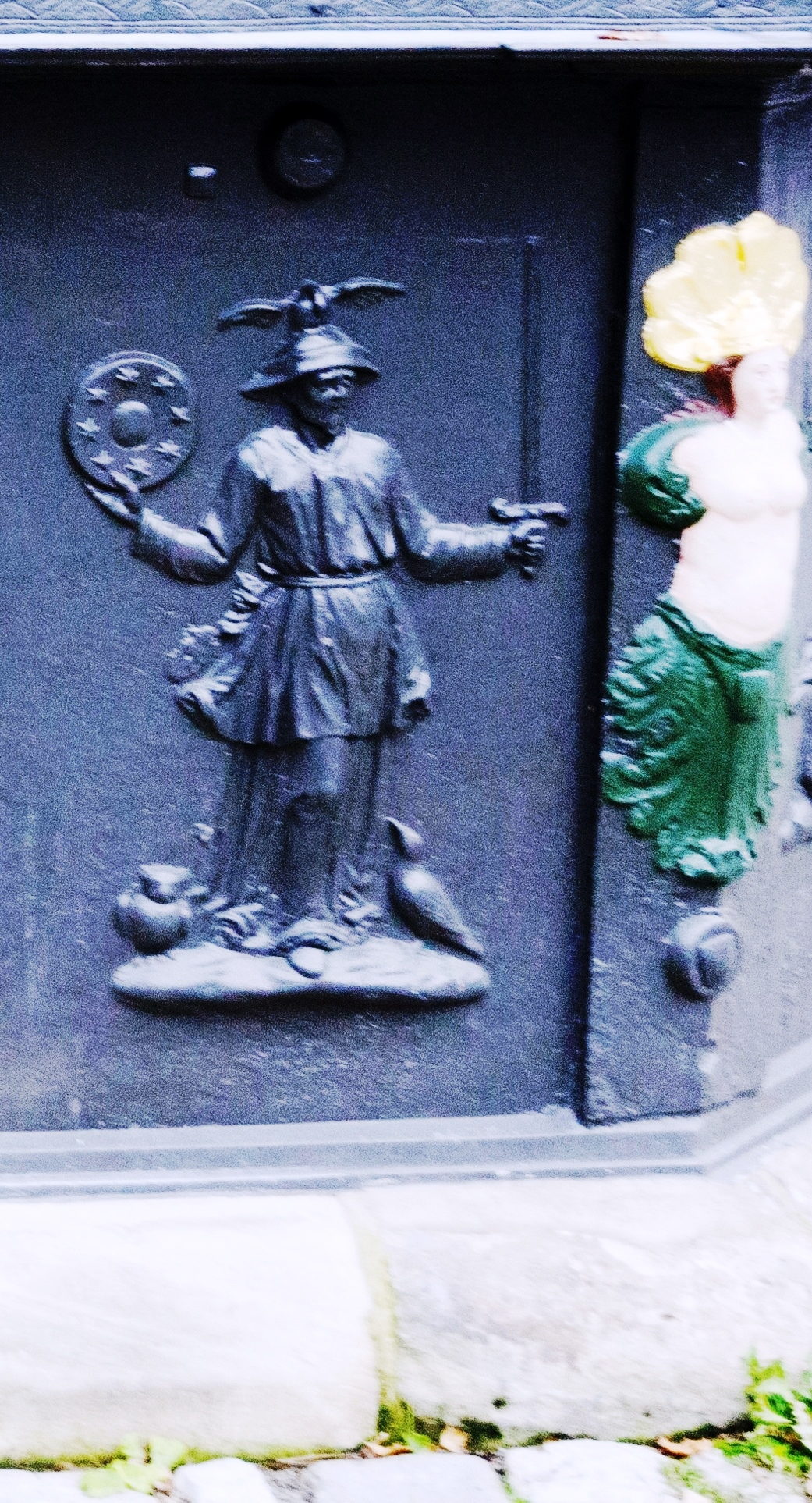
Darstellung der Nacht bzw. Allegorie des Mondes am Röhrenbrunnen in Feuchtwangen, 1727

Krabb (auch Krapp, Krabbe, Grabbe, Rappe, von ahd. hraban) ist in oberdeutschen Dialekten eine Bezeichnung für den Raben oder andere Rabenvögel. Es lag nahe, dass diesen aasfressenden Schwarmvögeln auch allerhand unheilbringende Wirkung angedichtet wurde, zum Beispiel, dass der Rabe nachts die Kinder entführe.
Laut Grimms Wörterbuch fielen unter den Begriff „Nachtrabe“ verschiedene Vögel, darunter auch Eulen und der Nachtreiher.
Möglicherweise bezieht sich die Bezeichnung, ähnlich wie beim Rappen, jedoch nur auf die „rabenschwarze“ Farbe.
Am 1727 neu errichteten Brunnen am Marktplatz in Feuchtwangen befindet sich auf einer Seitentafel das (kleine städtische) Fichte-Wappen, es ist flankiert mit den Allegorien Sonne/Mond bzw. Tag/Nacht. Der Tag bzw. die Sonne wird durch eine jugendliche Frauengestalt dargestellt, die Nacht bzw. der Mond mit einer älteren männlichen Figur, die eine „Nachtscheibe“ mit mittigem Vollmond und Sternenkranz hochhält. Dieser sind „Nachtvögel“ beigeordnet: unten links eine Eule, gegenüber ein hochblickender Rabe und auf seinem Hut ein reiherartiger Vogel mit ausgebreiteten Flügeln und langem, gekrümmten Hals (unter Umständen ein Nachtreiher?).

## Variationen
In Südschwaben ist der Nachtkrabb eine schwarze Sagengestalt, die Kinder in einen Sack steckt und mitnimmt, wenn sie nach Einbruch der Dämmerung noch draußen sind.
In Österreich kennt man die Kinderschreckfigur als Nachtkrapp. Sie wird dort als riesiger, rabenähnlicher Vogel beschrieben, der die Kinder entführe und auch auffresse.
In Zentralthüringen werden Kinder vor den Nachtraben gewarnt, die stets im Schwarm auftreten und Kinder fingen und mitnähmen, die nach Einbruch der Dunkelheit nicht zuhause sind.
Weniger verbreitet ist der so genannte Gute Nachtkrapp. Im Burgenland erzählt man sich die Geschichte, dass ein Rabe ins Kinderzimmer komme, die Kinder sanft in den Schlaf wiege und sie zudecke. Dabei soll er eine sanfte, einschläfernde Melodie zwitschern.

## Fastnachtsgestalt

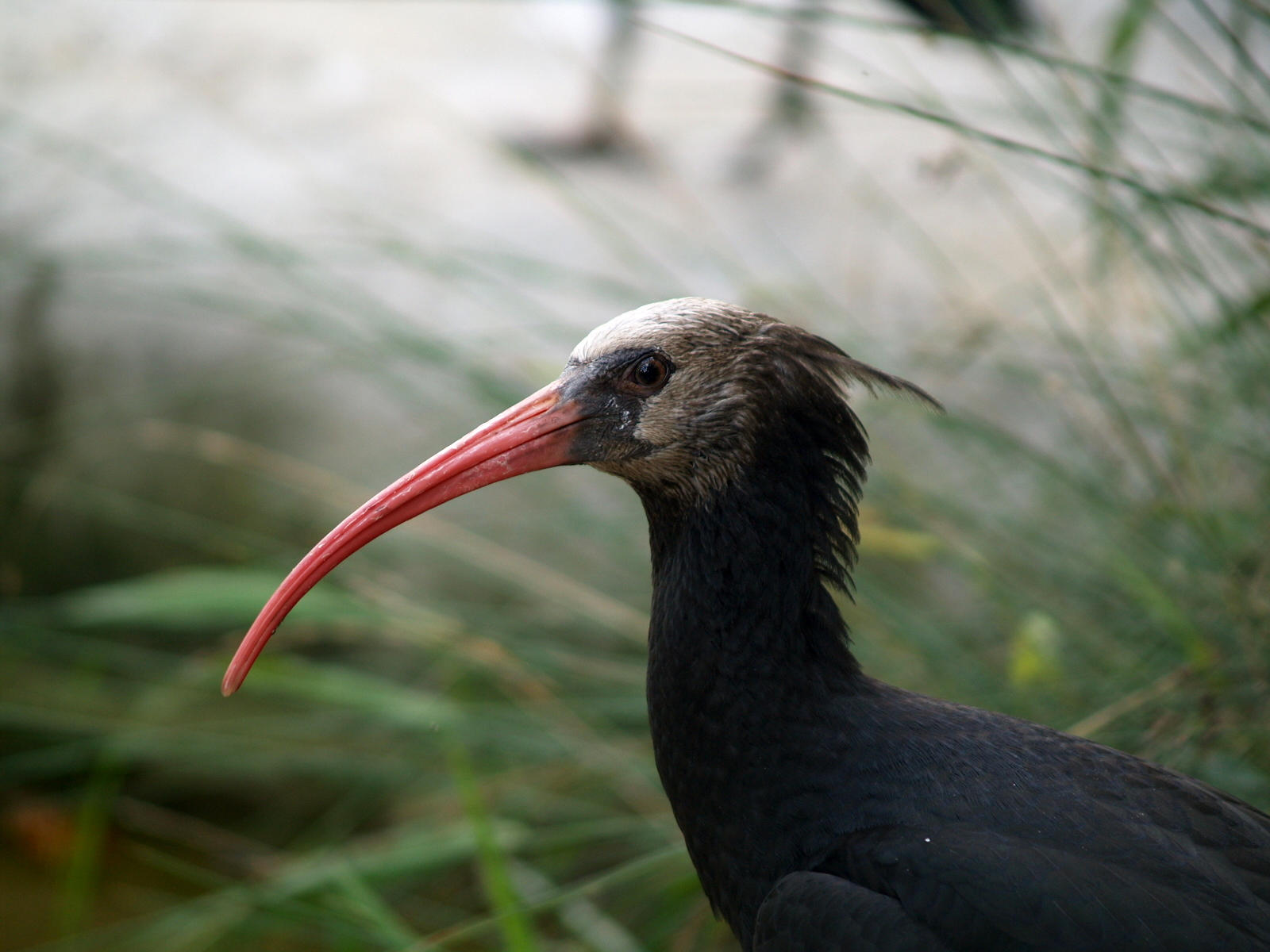
Ein Schopfibis oder „Waldrapp“

Als vogelartige Figur gehört der Nachtkrabb auch zu den Fastnachtsgestalten der Murrhardter Narrenzunft; man findet sie schon auf einem Wandgemälde im Kloster Murrhardt. Die Geschichte vom Nachtkrabb wird am Ort auch im Carl-Schweizer-Museum oft erzählt.
Reales Vorbild der Murrhardter Fastnachtsgestalt ist vermutlich der Schopfibis oder Waldrapp, ein dunkel gefiederter Vogel mit nacktem, rotem Gesicht und langem, rotem, gebogenem Schnabel, der in Kolonien lebt und etwas unheimliche Geräusche von sich zu geben vermag. Er war bis vor etwa 350 bis 400 Jahren auch in Mitteleuropa heimisch und dürfte nicht nur in Süddeutschland die Phantasie der Karnevalisten angeregt haben. Auch venezianische Masken mit langen roten Schnäbeln sollen auf den Waldrapp zurückgehen.

## Trivia
- Tatort: Nachtkrapp Folge des „Bodensee-Tatort“, die den Nachtkrabb als Leitelement beinhaltet